# Billy Scott
Billy Scott (echte naam: Peter Pendleton) (Huntington, West Virginia, 5 oktober 1942 - Charlotte, North Carolina, 17 november 2012) was een Amerikaanse rhythm & blues-zanger, die met zijn groep (The Prophets, later The Georgia Prophets) enkele hits scoorde in Amerika.
In zijn legertijd zong Pendleton in verschillende groepen en toen hij uit het leger was nam hij zijn artiestennaam Billy Scott aan. Hij formeerde met zijn vrouw de groep The Prophets in 1965 en haalde daarmee in 1968 een eerste gouden plaat op Mercury Records, met "I Got the Fever". Na een verhuizing naar North Carolina veranderde hij de groepsnaam in The Georgia Prophets en begon beach-muziek te zingen, een regionale variant van de rhythm & blues. Het leverde hem verschillende hits op, zoals "California".
In 1999 werd hij opgenomen in de North Carolina Music Hall of Fame.
Scott overleed in 2013 aan de gevolgen van alvleesklierkanker.

## Discografie (selectie)
- The Georgia Prophets, Custom 8, 1971
- Three Prophets Live, 3 P, 1974
- Anthology, Ripete, 1995
- Ready to Party, Flipside, 1999
- Looking Back (verzamelalbum), Flipside, 2001
- I Don't Do Duets, Flipside, 2006